# フォーエバー・パージ
『フォーエバー・パージ』は、ジェームズ・デモナコが脚本・共同製作を担当し、Everardo Goutが監督したアメリカのディストピア・アクションSFホラー映画。出演は、アナ・デ・ラ・レゲラ、ジョシュ・ルーカス、テノッチ・ウエルタ、レヴェン・ランビン、ウィル・パットン、キャシディ・フリーマン。本作は、 2016年公開の『パージ:大統領令』の直接の続編で、『パージ』シリーズの5作目。
COVID-19パンデミックの影響で当初の2020年7月公開から延期された本作は2021年7月2日にユニバーサル・ピクチャーズから公開された。日本では2022年5月20日にパルコ配給で公開された。

## あらすじ
前年の大統領選挙で”パージ”制度が廃止されたが、再び”パージ”制度は復活していた。メキシコの麻薬カルテルから逃げ出してきた不法移民のメキシコ人夫婦が、テキサスで初めてのパージを経験し、シェルター内で無事にパージを終えた。しかし、”フォーエバー・パージ”を掲げ、パージ終了後も犯罪行為を行う集団が出現し、その波は全米に広がっていた。不法にパージを続けようとする者たちから逃げようとする夫婦とその一行は、”フォーエバー・パージ”を掲げる白人至上主義者たちに追われることとなる。

## キャスト
※括弧内は日本語吹替
- アデラ - アナ・デ・ラ・レゲラ（種市桃子）
- ホアン - テノッチ・ウエルタ（英語版、スペイン語版）（最上嗣生）
- ディラン・タッカー - ジョシュ・ルーカス（桐本拓哉）
- メイジー・ドイル - レヴェン・ランビン（松浦裕美子）
- トリニダード・トレド（T.T.）- アレハンドロ・エッダ（英語版、スペイン語版）（奈良徹）
- ケイレブ・タッカー - ウィル・パットン（野川雅史）
- エマ・ケイト・タッカー - キャシディ・フリーマン（清水はる香）
- リディア - ベロニカ・ファルコン（英語版）
- ハーディン夫人 - スージー・アプロマイト
- ダリウス - サミー・ロティビ（英語版）
- 政党「アメリカ建国の父（NFFA）」の兵士 - マーク・クレニク（ノンクレジット）
- 卍の入れ墨を入れたナチ野郎 - エドワード・ゲルハウス
- リード・メルク - ブレット・エドワーズ
- サビエル - グレゴリー・サラゴサ
- ホアキン - ゲイリー・ノヒーリー
- チアゴ - ザーン・マクラーノン（上田燿司）

## 製作

### 企画
2018年10月、『パージ』シリーズの生みの親であるジェームズ・デモナコは、もう1作書く可能性があり、それがシリーズの「本当にクールな結末」になると考えていると語った。
2019年5月、ユニバーサル・ピクチャーズは、タイトル未定の映画の企画を発表した。デモナコが、脚本を執筆するとともに、セバスチャン・K・ルメルシエとともに、二人の会社であるMan in a Tree Productionsを通じて製作することになった。また、ジェイソン・ブラムはブラムハウス・プロダクションズで、マイケル・ベイ、ブラッド・フラー、アンドリュー・フォームはプラチナム・デューンズで、それぞれプロデュースを担当することにもなった 。本作は、シリーズの第5作目にして最終作であり、『パージ:大統領令』の直接の続編となる 。2019年8月、本作の監督には、2016年のナショナルジオグラフィックシリーズ『火星』のエピソードを監督した実績をもとに採用された、エヴェラルド・グートが就任することが発表された 。

### キャスティング
2019年10月、アナ・デ・ラ・レゲラが出演することが発表された 。2019年11月、テノッチ・ウエルタが男性主人公にキャスティングされた。同月後半、ウィル・パットンとキャシディ・フリーマンが本作に出演することが発表された  。2020年1月には、レヴェン・ランビンが本作のキャストに加わったことが報じられた。また、ジョシュ・ルーカスも本作に出演することが報じられている 。

### 撮影
2019年7月、本作がカリフォルニア州で撮影されることが発表された。カリフォルニア・フィルム・コミッションから約650万ドルの税額控除を受けていて、『パージ:アナーキー』に続いてカリフォルニアからの控除を受けたシリーズで2番目の作品となっている。製作は2019年11月に開始され 、サンディエゴ郡で25日間の撮影が行われた 。
11月10日と11日には、ポモナのダウンタウンで、酒場や銃砲店などの店舗が架空の業態へと変貌した店が連なるブロックで撮影が行われた。翌週には、オンタリオの劇場と米国在郷軍人会支部で撮影が行われた。撮影監督のLuis Sansansは、Arri Alexa Mini LFカメラとCamtec Falcon大判レンズを使用して本作を撮影した。 
撮影は2020年2月に終了した。

### 音楽
本作のスコアはThe Newton Brothersが担当する 。

## 公開
2020年4月、本作のタイトルが『The Forever Purge』となることが明らかとなった  。
本作は当初、2020年7月10日にユニバーサル・ピクチャーズ配給のもと米国で劇場公開される予定だった 。2020年5月15日、COVID-19のパンデミックの影響で公開が延期され、新たな公開日は未定のままであった  。2020年7月8日、本作が2021年7月9日に再延期されたことが報じられたが 、2021年4月9日、本作の公開日が1週間前倒しされて7月2日になったことが発表された。